# Guillaume de Pierrefleur
Guillaume de Pierrefleur, né en 1510 et mort en 1580 à Orbe, est un notaire, historien et écrivain suisse. Il fut gouverneur de sa ville natale et auteur d'une chronique consacrée à l'introduction de la Réforme dans le Pays de Vaud.

## Biographie
Guillaume de Pierrefleur naît en 1510. Il est le fils de Pierre de Pierrefleur, gouverneur d'Orbe et propriétaire foncier influent, et de Catherine Bionnens, fille d'un riche bourgeois de Cossonay. Il suit l'école à Orbe. Devenu notaire après des études probablement effectuées à Paris, il remplit pendant plusieurs mois la fonction de secrétaire du Conseil d'Orbe.
Tout comme son père avant lui, Guillaume de Pierrefleur joue un rôle important dans la vie politique d'Orbe. Membre du Conseil de 1547 à sa mort, il assume pendant 5 ans (1548, 1554, 1561, 1570 et 1577) la charge de gouverneur de la commune, dont il est entre autres responsable de l'administration des biens et du contrôle des dépenses.
Le frère de Guillaume est membre du clergé d'Orbe avant de devenir chanoine en France et sa sœur entre au couvent Sainte-Claire d'Orbe. Lorsque la Réforme s'installe en Suisse, Guillaume de Pierrefleur reste également fidèle à la foi catholique de sa famille. Même après la suppression de la messe (stipulée par les articles de Réformation de décembre 1554), il ne renonce pas à ses convictions et sera même condamné à une amende pour avoir observé des jeûnes.
Attendant en vain que la religion catholique revienne dans sa commune et ne pouvant plus en parler, il décide d'écrire. Il écrit ses Mémoires vers 1570, puis les complète en 1574. Il y relate notamment, du point de vue du catholique, l'introduction de la Réforme à Orbe et à Grandson et évoque le début de la Réforme à Genève, la conquête du Pays de Vaud par les Bernois, la dispute de Lausanne et l'introduction de la foi réformée dans les terres conquises par Berne. Ces Mémoires, utilisées par Abram Ruchat dans son Histoire de la Réformation, seront éditées pour la première fois en 1856 par Auguste Verdeil, puis en 1933 par Louis Junod dans une édition critique et complète.

## Œuvres
Mémoires de Pierrefleur (édition critique avec introduction et notes de Louis Junod), Lausanne : La Concorde, 1933.

## Toponyme
Il existe un chemin de Pierrefleur à Lausanne, partant de l'avenue du Grey (décision municipale de 1937 à la demande des habitants du quartier du Grey).
À Orbe, une promenade de Pierrefleur part de la route de St-Eloi, à proximité du carrefour Grand-Pont/Route d'Arnex/Route de St-Eloi.

## Sources
- Chroniqueurs du XVIe siècle : Bonivard, Pierrefleur, Jeanne de Jussie, Fromment (textes établis et présentés par Maurice Bossard et Louis Junod), Lausanne : Bibliothèque romande, cop. 1974.
- Louis Polla, Rues de Lausanne, Lausanne, éditions 24 heures, 1981, 191 p. (ISBN 2826500503)
- Lucienne Hubler, « Pierrefleur, Guillaume de » dans le Dictionnaire historique de la Suisse en ligne, version du 6 août 2008.